# Annette-von-Droste-Hülshoff-Gymnasium (Dülmen)

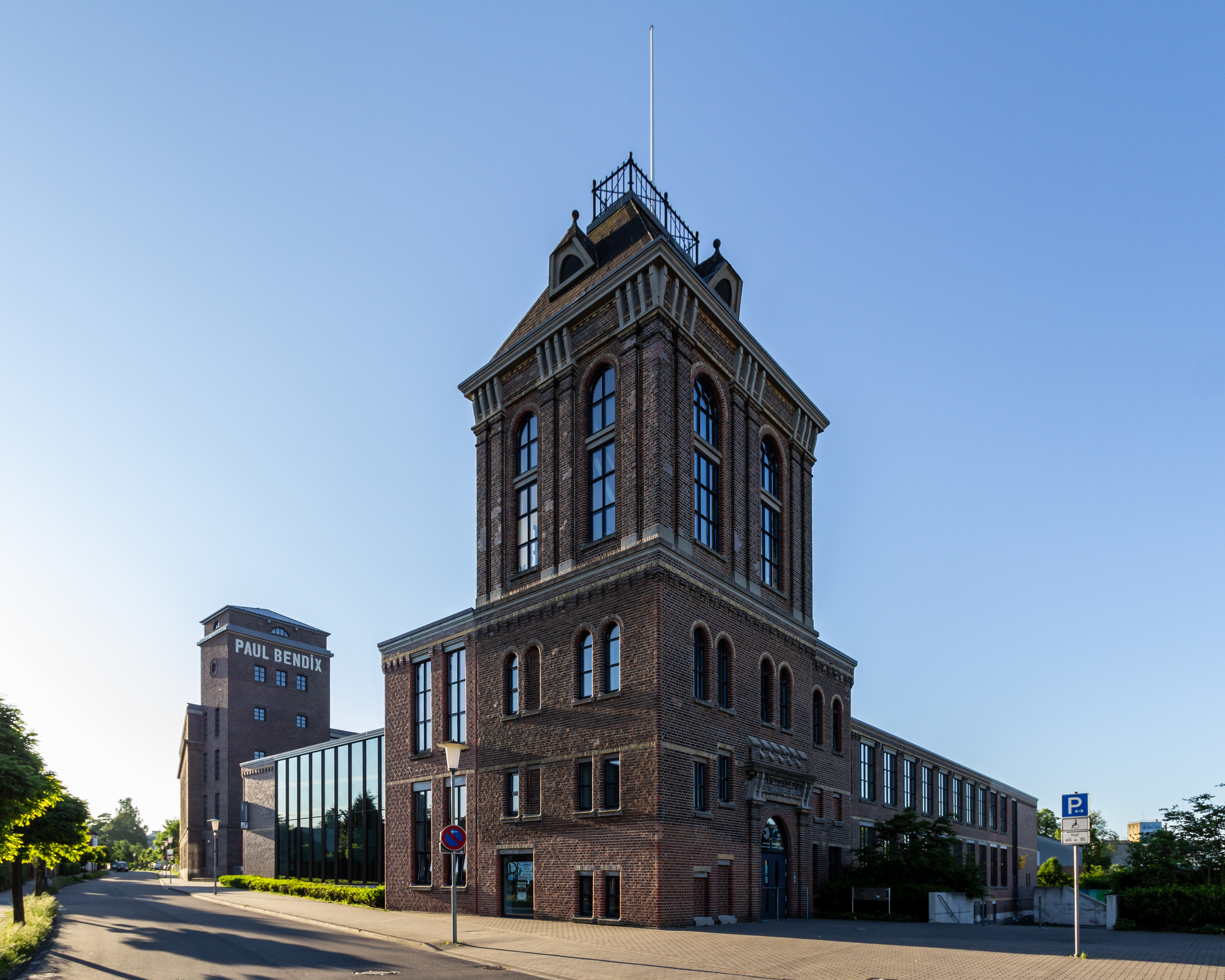
Annette-von-Droste-Hülshoff-Gymnasium

Das Annette-von-Droste-Hülshoff-Gymnasium ist neben dem Clemens-Brentano-Gymnasium das zweite Gymnasium der Stadt Dülmen.

## Geschichte und Organisation
Das Gymnasium wurde 1999 auf dem ehemaligen Firmengelände der Spinnerei & Weberei Paul Bendix gegründet und nutzt die denkmalgeschützten Gebäude der Spinnerei nach der Umgestaltung nach Plänen von Josef Paul Kleihues weiter. Zum Schuljahr 2008/09 wurde der Offene Ganztag eingeführt. Unter der Beschulung mit G8 gibt es 2 verbindliche Campustage bis 16.00 Uhr. Ab dem Schuljahr 2017/18 entschied sich die Schule zur sukzessiven Rückkehr zur Leitentscheidung G9, unter der es für die Sekundarstufe I im offenen Ganztag in den Jahrgangsstufen 5 und 6 keinen verbindlichen Nachmittagsunterricht mehr geben wird. Für die Schüler besteht auch unter G9 jederzeit die Möglichkeit, an einer Hausaufgabenbetreuung und Übermittagsbetreuung teilzunehmen.

## Leitbild und Schwerpunktsetzung
Das AvDHG orientiert sein pädagogisches und fachliches Wirken am Leitspruch „Sozial stark - fachlich fit“. Neben einer fundierten fachlichen Ausbildung in Kooperation mit vielfältigen Kooperationspartnern aus der Region (z. B. WWU Münster, Firmen, Forschungseinrichtungen, Zeitung, Sportvereine, Musikschulen...) wird  Wert gelegt auf ein soziales Bewusstsein innerhalb der Schulgemeinde und generationsübergreifend mit lokalen Partnern (z. B. Familienbildungsstätte, Pflegeeinrichtungen...).
Besondere Akzente gesetzt hat eine Auszeichnung als erste Dülmener MINT-EC-Schule, ein Titel, der besondere Förderung und Auszeichnung von Leistungen in den naturwissenschaftlichen Bereichen ermöglicht. Dass das AvDHG sich umfassend aufstellt, belegt seit 2018 die Beteiligung am LemaS - Netzwerk („Leistung macht Schule“), das Schulen auf ihrem Weg begleitet, eine Förder-Forder-Kultur zu entwickeln, die es sich zum Ziel setzt, Begabungen eines jeden Kindes zu erkennen und zu entwickeln.

## Unterricht und Fachwahl
In der Sekundarstufe I (unter G9 Klasse 5–10) wird in einem festen Klassenverband unterrichtet, der sich nur zu den Differenzierungsstunden löst. Ab Klasse 7 wählen die Schüler im ersten Wahlpflichtbereich zwischen Latein oder Französisch, ab Klasse 8 wählen sie im zweiten Wahlpflichtbereich zwischen den Kursangeboten im
- künstlerischen Bereich: Kunst trifft...
- wirtschaftlich-sozialwissenschaftlichen Bereich: WWW - Welt Wirtschaft Wissen
- naturwissenschaftlichen Bereich: Expedition Mensch
- sprachlichen Bereich: Italienisch

Zur Sekundarstufe II bietet das AvDHG Kurswahlmöglichkeiten in den Fächern
- Deutsch
- Englisch
- Latein
- Französisch
- Italienisch ab Klasse 8 (G8) / Klasse 9 (G9) fortgeführt oder neueinsetzend ab Klasse 10 (G8) / Klasse 11 (G9)
- Russisch (in Kooperation mit dem Clemens-Brentano-Gymnasium (Dülmen))
- Kunst
- Musik
- Geschichte
- Erdkunde
- Sozialwissenschaften
- Pädagogik (in Kooperation mit dem Clemens Brentano Gymnasium)
- Philosophie
- Religionslehre
- Mathematik
- Physik
- Biologie
- Chemie
- Informatik (ab Klasse 10 (G8) / Klasse 11 (G9))
- Sport

In vielen Bereichen findet im Sinne eines größeren Angebots für Schüler beider Schulen eine enge Zusammenarbeit mit dem Clemens-Brentano-Gymnasium statt.

## Sonstiges
Besondere Kursmodelle sind Literaturkurse, die jährlich Theateraufführungen organisieren und Projektkurse, die Schüler als besondere Angebote in den Bereichen Naturwissenschaften oder Kunst/Design anwählen können, um in besonderer Weise individuell und selbstgesteuert zu arbeiten.
Für den Fremdsprachenunterricht werden authentische Sprechkontakte für die Schüler ins Zielland gepflegt. So finden Fahrten nach England, Frankreich und Italien statt. Im Rahmen der seit mehr als 10 Jahren gepflegten Teilnahme am Wettbewerb „Begegnung mit Osteuropa“ fahren jährlich Schüler in polnische Gastfamilien und nehmen ihre Partner in Dülmen auf.
Die Sprachen werden auch mit Angeboten zu Sprachzertifikaten Cambridge (Englisch), DELF (Französisch) und CELI (Italienisch) gepflegt.
Die Laufbahn der Schüler wird begleitet von unterschiedlichsten Angeboten der Studien- und Berufswahlorientierung. In der Sekundarstufe I nehmen Schüler u. a. am Boys’ and Girls’ Day oder am zweiwöchigen Berufspraktikum teil, in der Sekundarstufe II reichen die Orientierungsveranstaltungen von Vorträgen und Schulung zu Studien- und Ausbildungsmöglichkeiten, über die Teilnahme am Hochschultag der Westfälischen Wilhelms-Universität Münster bis zu einem Schnupperstudium.
In der Schule betreibt eine Gruppe von Oberstufenschülern die Schülerfirma Cute. Von Einkauf, Marketing, Werbung und Verkauf liegt der Vertrieb von Artikeln des täglichen Schülerbedarfs in Hand von Jugendlichen, die in den Pausen für ihre Mitschüler zur Verfügung stehen.
Die aktive Schülervertretung setzte sich 2018 für eine Bewerbung als „Schule ohne Rassismus – Schule mit Courage“ ein, ein Titel, der dem AvDHG am 7. Juni 2018 verliehen wurde und der seitdem Aktionen am AvDHG prägt.